# گونگ شیم زیبا
گونگ شیم زیبا (کره‌ای: 미녀 공심이) یک مجموعهٔ تلویزیونی کره جنوبی سال ۲۰۱۶ با بازی نام گونگ مین، بانگ مینآه، اون جو-وان و سو هیو-ریم است. این مجموعه از ۱۴ مه تا ۱۷ ژوئیه ۲۰۱۶، روزهای شنبه و یکشنبه ساعت ۲۲:۰۰ (کی‌اس‌تی) از اس‌بی‌اس برای ۲۰ قسمت پخش شد.